# Antoni Rycharski
Antoni Rycharski (ur. 14 listopada 1914 w Krakowie. zm. 14 października 1985 tamże) – polski aktor teatralny i filmowy.

## Życiorys
W 1934 roku zdał eksternistyczny egzamin aktorski ZASP. Występował w Łucku (Teatr Wołyński im. Juliusza Słowackiego, 1934–1935), Krakowie (Teatr im. Juliusza Słowackiego, 1937–1938) oraz Katowicach (Teatr im. Stanisława Wyspiańskiego, 1938–1939).
Po II wojnie światowej, do 1955 roku występował głównie w Krakowie (Teatr im. Juliusza Słowackiego 1945–1946, Miejskie Teatry Dramatyczne 1946–1947, Teatr Młodego Widza 1948–1951, Teatr Satyryków 1952–1955), z wyjątkiem sezonu 1951/1952, kiedy to grał w Teatrze Ziemi Rzeszowskiej w Rzeszowie. W kolejnych latach był członkiem zespołów: Teatru Ziemi Krakowskiej w Tarnowie (1956–1958, 1960–1961, 1969–1970), Teatru im. Adama Mickiewicza w Częstochowie (1962–1966) oraz Teatru im. Aleksandra Fredry w Gnieźnie (1968–1969). W 1974 roku powrócił do Krakowa, gdzie do 1980 roku grał na deskach Teatru Ludowego. W latach 1973–1974 wystąpił w dwóch spektaklach Teatru Telewizji.

## Filmografia
- Gromada (1952) - Dudziak
- Gdzie woda czysta i trawa zielona (1977) - Korecki
- Wysokie loty (1978) - operator spychacza